# Habronattus klauseri
Habronattus klauseri es una especie de araña saltadora del género Habronattus, familia Salticidae. Fue descrita científicamente por G. W. Peckham & E. G. Peckham en 1901.
Habita en los Estados Unidos y México.